# John Payne
John Payne (Roanoke, Virgínia, 28 de maig de 1912 − Malibú, Califòrnia, 6 de desembre de 1989) va ser un actor i cantant estatunidenc que va destacar als anys quaranta i cinquanta. Va ser un actor que desenvolupà tota mena de gènere cinematogràfic, va començar destacant al cinema musical, després va passar a protagonitzar wèsterns, cinema d'aventures i comèdies romàntiques. Va ser l'altra parella cinematogràfica de Maureen O'Hara, després de John Wayne. Precisament la seva pel·lícula més recordada és Miracle on 34th Street.

## Carrera cinematogràfica
Va començar realitzant gires com a cantant, fins que el productor Samuel Goldwyn va descobrir-lo. Després d'algunes pel·lícules amb papers menors no triga a ser protagonista masculí de pel·lícules musicals i comèdies romàntiques. D'aquesta època destaquen les seves actuacions a Start Dust, de Walter Lang, amb Linda Darnell, a Kid Nightingale, de George Amy, amb Jane Wyman, Remember Day, de Henry King, amb Claudette Colbert o Footlight Serenade, de Gregory Ratoff amb Betty Grable, amb qui va repetir a Springtime in the Rockies d'Irving Cummings i a Tin Pan Alley de Walter Lang on també apareixia Alice Faye, precisament amb qui va repetir a Hello Frisco, Hello, de H. Bruce Humberstone. Poc després va tornar a treballar amb Betty Grable a The Dolly Sister d'Irving Cummings. Amb Sonja Heine va treballar en dues pel·lícules (Sun Valley Serenade i Iceland) de H. Bruce Humberstone.
El 1942 va filmar To the Shores of Tripoli, de H. Bruce Humberstone, i es va trobar per primera vegada en pantalla amb Maureen O'Hara, amb Randolph Scott com a enemic. El 1946 la pel·lícula Viatge sentimental de Walter Lang el torna a unir amb O'Hara. D'aquí passa a un projecte més gran com és l'adaptació de la novel·la de Somerset Maugham, La fulla de la navalla, dirigida per Edmund Gouldin i on Payne tenia un paper secundari després de Tyron Power i Gene Tierney. L'any següent a Miracle al carrer 34, de George Seaton, s'emparella per tercera vegada amb Maureen O'Hara, és l'èxit més gran de la seva carrera fins aleshores.
Va treballar en pel·lícules de més o menys èxit, compartint cartell amb importants actors i actrius com Susan Hayward, George Montgomery, Gail Russell, Sterling Hayden entre d'altres. S'emparella amb Rhonda Fleming, amb qui protagonitzà un parell de wèsterns The Eagle and the Hawk, de Lewis R. Foster i El jugador, d'Allan Dwan, on també treballava Ronald Reagan.
Torna a treballar amb Maureen O'Hara a la pel·lícula Trípoli, de Will Price, que va ser la primera d'una sèrie de pel·lícules d'aventures en el mar. Els anys següents va filmar dues pel·lícules de pirates, The Blazing Forest, d'Edward Ludwig i El pirata dels set mars, de Sidney Salkov, en aquesta última pel·lícula va tenir Donna Reed com a companya de repartiment. Treballa de nou amb Rhonda Flemming sota les ordres d'Allan Dwan a Lleugerament escarlata i repeteix amb el director a la pel·lícula bèl·lica Hold Back the Night.
El 1956 un dels seus wèsterns més recordats és Rebels a la ciutat, d'Alfred L. Werker i amb Ruth Roman com a companya de repartiment. A finals de la dècada dels cinquanta comença a aparèixer en diferents sèries de televisió. Durant la dècada dels seixanta només apareix en una pel·lícula, Van córrer per les seves vides, i durant la dècada dels setanta aparegué en diferents sèries com Colombo, Gusmoke, i finalment el 1975 va retirar-se.

## Filmografia seleccionada
Cinema
- 1936: Desengany (Dodsworth) de William Wyler
- 1938: College Swing de Raoul Walsh
- 1939: Wings of the Navy de Lloyd Bacon
- 1939: Indianapolis Speedway de Lloyd Bacon
- 1940: Star Dust de Walter Lang
- 1940: Tin Pan Alley de Walter Lang
- 1941: Week-end in Havana de Walter Lang
- 1941: Remember the day de Henry King
- 1942: To the Shores of Tripoli de H. Bruce Humberstone
- 1942: Footlight Serenade de Gregory Ratoff
- 1943: Hello Frisco, Hello de H. Bruce Humberstone
- 1944: The Dolly Sisters de Irving Cummings
- 1946: Sentimental Journey de Walter Lang
- 1946: The Razor's Edge d'Edmund Goulding
- 1947: Miracle on 34th Street de George Seaton
- 1950: The Eagle and the Hawk de Lewis R. Foster
- 1950: Tripoli de Will Price
- 1951: Crosswinds de Lewis R. Foster
- 1952: Caribbean d'Edward Ludwig
- 1952: Kansas City Confidential de Phil Karlson
- 1954: Silver Lode de Allan Dwan
- 1955: El jugador (Tennessee's Partner) de Allan Dwan
- 1956: Lleugerament escarlata (Slightly Scarlet) de Allan Dwan

Televisió
- 1975: Columbo: temporada 5, episodi 1: 'Forgotten Lady (sèrie)